# Barses
Barses, o anche Barsen, Barsas, Barso e Barsete (... – 378 o 379), è stato un arcivescovo siro, venerato come santo dalla Chiesa cattolica e da quella ortodossa.

## Biografia
Inizialmente eremita in Mesopotamia settentrionale, Barses fu prima vescovo di Carre e divenne poi arcivescovo di Edessa nell'anno 361. Poiché aveva preso posizione contro l'arianesimo, venne espulso dalla città dall'imperatore Valente, che lo esiliò ad Arados, rimpiazzandolo a Edessa con un vescovo di sua nomina di nome Lupo. Accolto con gioia dalla popolazione dell'isola, da lì continuò a contrastare la dottrina ariana, tanto che Arados divenne ben presto meta di numerosi fedeli ed ecclesiastici. San Basilio scrisse due lettere a Barses mentre questi si trovava ad Arados, nel 376 o nel 377; la prima non giunse a destinazione.
Valente lo costrinse successivamente ad andarsene ancor più lontano, esiliandolo dapprima ad Ossirinco e poi a Philo o Thenon, una località dell'Egitto vicina alla Libia: ivi morì nel marzo del 378 (o del 379 secondo altre fonti).

## Culto
La sua memoria è fissata al 12 gennaio nel Martirologio siriaco; il Martirologio Romano lo ricorda invece il 15 ottobre, anche se altre fonti lo riportano al 30 gennaio. La Chiesa ortodossa lo commemora invece nel giorno 25 agosto.